# 新宮薬品
新宮薬品株式会社（しんぐうやくひん）は、和歌山県新宮市緑ヶ丘1-10-52に本社を置く、医薬品・医療機器・医療用検査試薬・介護用品・健康食品・一般用医薬品等の卸売販売をおこなう企業であった。現在は「ケーエスケー」である。

## 概要
- 設　立 昭和19年5月19日
- 代表取締役社長　岡本殖次

## 営業所
- 和歌山県:新宮市

## 主な取引メーカー
- 武田薬品
- 三共
- 第一製薬
- 科研
- エーザイ
- 日本新薬